# Казе Калцолао-Палацо (Равена)
Казе Калцолао-Палацо је насеље у Италији у округу Равена, региону Емилија-Ромања.
Према процени из 2011. у насељу је живело 66 становника. Насеље се налази на надморској висини од 27 м.